# Albrecht Christopher von Heinen
 Der er flere personer med dette navn, se Albrecht Christopher von Heinen (godsejer).
Albrecht Christopher von Heinen (3. marts 1651 – 12. maj 1712 i Trondhjem) var en tysk officer og general i dansk tjeneste.
Hans fader, Hans Albrecht von Heinen, skal fra Sachsen være kommet til Mecklenburg, hvor han blev hertugelig råd og, ved ægteskab med Metha Elisabeth von Cramohn, godsejer. Sønnen, født 3. marts 1651 på herregården Schwiesel, kom under den Skånske Krig i dansk tjeneste. Som Major og fra 1681 som oberstløjtnant stod han siden efterhånden ved næsten alle de nationale regimenter i Norge, blev 1689 kommandant på Bergenhus, 1692 tillige oberst for bergenhusiske regiment, 1704 brigader og 1710 generalmajor, men fratrådte nu regimentet. Året efter deltog han i indfaldet i Båhus Len under Woldemar Løvendal, der roste hans gode forhold. Samme år blev von Heinen udnævnt til kommanderende general nordenfjelds, men døde allerede 12. maj 1712 i Trondhjem.
Han blev gift 1686 med Margrethe Brüggemann (1672 - efter 1747 i Rostock), datter af etatsråd Nicolaus Brügmann til Ulriksholm på Fyn. Sønnen major Ulrik Frederik von Heinen (1695-1761) blev o.1728 gift med kusinen Catharine von Brüggemann (1709-1790) og overtog 1730 Ulriksholm. Mandlige bærere af navnet uddøde i begyndelsen af det 19. århundrede, men navn og våben er gået over til familien Wedel-Heinen.